# Laurentius Blumentrost der Jüngere
Laurentius Blumentrost der Jüngere, auch (Robert) Lorenz Blumentrost (russisch Лаврентий Лаврентьевич Блюментрост / Lawrenti Lawrentjewitsch Bljumentrost; * 29. Oktoberjul. / 8. November 1692greg. in Moskau, Zarentum Russland; † 27. Märzjul. / 7. April 1755greg. in Sankt Petersburg, Russisches Kaiserreich) war ein russischer Mediziner, der Leibarzt des Zaren wurde.

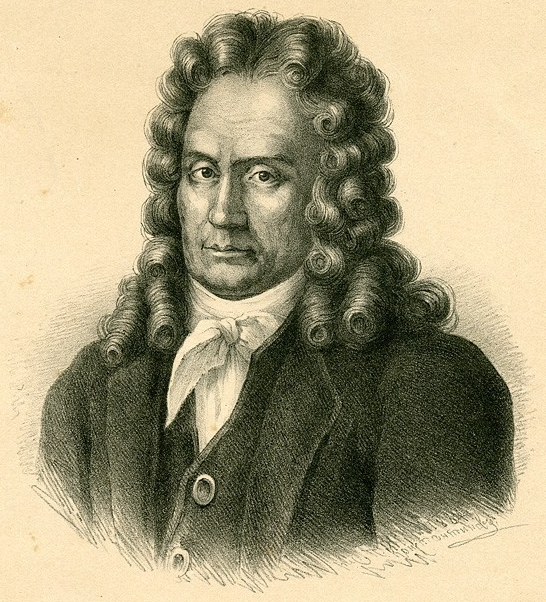
Laurentius Blumentrost

Er war der Sohn von Laurentius Blumentrost dem Älteren, dem deutschstämmigen Leibarzt des russischen Zaren, und studierte nach Unterricht bei dem Hauslehrer Justus Samuel Scharschmidt ab 1706 an der Universität Halle, danach in Oxford und Leiden, wo er bei Herman Boerhaave studierte und 1714 promoviert wurde. Nach der Rückkehr wurde er Leibarzt von Zarewna Natalja Alexejewna. Er setzte seine Auslandsstudien in Paris und Amsterdam fort (bei Frederik Ruysch, von dem er anatomische Präparate im Auftrag der russischen Regierung für die Kunstkammer kaufte). Zurück in Sankt Petersburg erkundete er mineralische Heilquellen im Auftrag des Zaren Peter I.
Als der schottische Leibarzt des Zaren Robert Erskine 1718 starb, wurde Blumentrost dessen Nachfolger. Er übernahm auch Erskines Assistenten Johann Daniel Schumacher, der in Straßburg studiert hatte und unter Erskine für die Bibliothek und die Kunstkammer des Zaren zuständig war.
1724 gründete er auf Wunsch von Peter I. die Russische Akademie der Wissenschaften in Sankt Petersburg (erste Sitzung 1725) und wurde deren erster Präsident. Er holte (mit Unterstützung von Christian Wolff, den er kontaktierte) bedeutende Wissenschaftler an die Akademie, wie Nikolaus II Bernoulli, Daniel Bernoulli, Leonhard Euler (1727), Christian Goldbach, Georg Bernhard Bilfinger, Gerhard Friedrich Müller, Louis De l’Isle de la Croyère. Er blieb auch unter der Zarin Katharina I. Akademiepräsident und unter Peter II., dem er 1728 nach Moskau folgte, wohin der Hof verlegt wurde. Die Geschäfte der Akademie überließ er seinem Sekretär Johann Daniel Schumacher, was zu Zerwürfnissen in der Akademie führte. Nach dem Sturz von Peter II. verlor er seinen Einfluss, auch wenn er noch bis 1733 Akademiepräsident blieb und nach Sankt Petersburg zurückkehrte.
Seine Brüder Johann Deodat (1676–1756) und Christian waren ebenfalls Hofärzte in Russland. Johann war ebenfalls Leibarzt von Peter I. (und sein Feldarzt und Archiater), hatte in Halle (Promotion) und Leiden studiert. Er fiel unter Zarin Anna in Ungnade und starb verarmt als Letzter der Blumentrosts in Russland.